# Ічалки
Іча́лки (рос. Ичалки, ерз. Ицяло) — село у складі Ічалківського району Мордовії, Росія. Адміністративний центр та єдиний населений пункт Ічалківського сільського поселення.

## Населення
Населення — 2683 особи (2010; 2979 у 2002).
Національний склад (станом на 2002 рік):
- мордва — 45 %
- росіяни — 44 %